# でんでんぱっしょん
「でんでんぱっしょん」は、でんぱ組.incの楽曲。作詞を畑亜貴が、作曲を玉屋2060%が手掛けた。同グループ7枚目のシングルとして2013年5月29日にMEME TOKYOから発売された。

## 概要
〜楽しいことがなきゃバカみたいじゃん!?でんぱ組.incが贈るお祭りソング!〜がコンセプト。
DVD付きの初回限定盤A、アプリに使用されている楽曲が入った初回限定盤B、メンバー6人をフィーチャーした6パターンの初回限定メンバー盤およびCDのみの9形態で発売。
表題曲の「でんでんぱっしょん」は、「でんぱれーどJAPAN」にてタッグを組んだ玉屋2060%（Wienners）＆畑亜貴コンビが手掛けている。
初回限定ゲーム盤のカップリング曲にはiPhone向けアプリ『先生!次はバトルの時間です。』内で使用されている楽曲が入っている。また、ゲーム内にて使用出来るアイテムダウンロードコードが封入されている。
メンバー盤のCDジャケットは6種類それぞれ異なるクリエイターが担当し、それぞれの切り口ででんぱ組.incを表現している。
オリコンウィークリーチャートで過去最高位の6位を記録した。前作のW.W.D/冬へと走りだすお!に続き、2作品目のTOP10入りを果たした。
2014年4月には同年7月に公開される映画『渇き。』の劇中歌として表題曲が使用されることが発表された。

### ORANGE RIUMの口上
「キラキラチューン」同様一部のファンにより広められた口上が存在し、こちらはイントロにて行われる。映像作品ではDVD「夏のパッション！～みんながいるし、仲間だもん！～ in 日比谷野外音楽堂」以降の作品にて確認できる。本曲の口上も有志によるものながら日本武道館公演にてスクリーンに全文が表示され、また秋葉原ディアステージの壁にはこの口上を記した紙が貼られているなど、事実上の公認と言える。以下にその口上を記載する。
小さな光 集まって
夕焼け色の海になる
永久(とわ)に褪せないオレンジで
過去と未来を繋いでく
みんなで作ったこの景色
心の奥に灯らせて
夢を追いかけ どこまでも
未来へ駆け出せ！でんぱ組！

## 収録曲

### 販売形態
1. 初回限定 CD+DVD盤（収録曲A）
2. 初回限定 GAME盤（収録曲B）
3. 初回限定 相沢梨紗盤（収録曲C）
4. 初回限定 成瀬瑛美盤（収録曲C）
5. 初回限定 藤咲彩音盤（収録曲C）
6. 初回限定 古川未鈴盤（収録曲C）
7. 初回限定 最上もが盤（収録曲C）
8. 初回限定 夢眠ねむ盤（収録曲C）
9. 通常盤（収録曲A）

### 収録曲A

#### CD
1. でんでんぱっしょん [3:59][1]
  - 作詞：畑亜貴、Rap Lyrics：もふくちゃん&YGQ、作曲：玉屋2060%、編曲：釣俊輔

玉屋2060%による楽曲提供は「でんぱれーどJAPAN」に続き二作目。今回は作曲のみとなる。前作では玉屋自身が好きなように作曲したのに対し、本作ではメンバーとのコミュニケーションを通じやりたいことなどを随所に盛り込み共に作り上げられた。
新体操を取り入れた振り付けが特徴的で、メンバー各自が自身のカラーのリボンを使うためライブでは視覚的に最もカラフルな楽曲となる。MVでは多様な映像演出が施され、楽曲のスピード感とも相俟って非常に派手なものとなった。
2番Bメロの振り付けにはヲタ芸の「サンダースネイク」が使われている。これまでの楽曲でもヲタ芸が盛り込まれることはあったが、こちらは通常サビで行われるものであるため異色の振り付けと言える。こちらの2番Bメロに加え、1番Bメロ、1･2番サビのメンバーによる振付講座がYouTubeにて公開されている。
ライブで披露される際にはMCに続く形で間奏の台詞をイントロダクションとして用いることがあり、内容が多少アレンジされることも多い。(「あ！そろそろはじまる！」が「あ！最後の曲はじまる！」になるなど)
メンバー盤にリミックスが収録されたことを受けてか、iTunes Store限定ではあるがアカペラver.が配信リリースされている。
コナミの音楽ゲーム「jubeat」「GITADORA」、タイトーの音楽ゲーム「GROOVE COASTER」、セガの音楽ゲーム「maimai」、任天堂の音楽ゲーム「大合奏!バンドブラザーズP」に収録されている。
2. ORANGE RIUM [4:34][1]
  - 作詞：只野菜摘、作曲：利根川貴之・坂和也、編曲：板垣祐介

1stアルバムでカバーした「BEAM my BEAM」の作詞を手掛けた只野菜摘が歌詞を担当している。
3rdワンマンツアーで未発表の新曲として披露され、その後もリリース前のライブで何度か歌われている。当時からオレンジ色のサイリウムで会場を一色に染めるのが恒例となっており、照明もサイリウムに合わせたオレンジ色かオレンジを際立たせるブルー系を主に使用し、非常に美しい光景が作り出される。メンバーもこの光景を大変気に入っているようで、頻繁に披露される楽曲であるにもかかわらず、ライブやイベントでこの曲が披露されるとその都度Twitterにてメンバーが本曲中のライブ写真と共に言及している。
でんぱ組.incの楽曲で初の振付が存在しない曲で、メンバーは思い思いに観客を煽ったり自由に動きながら歌っている。
3. でんでんぱっしょん（Off Vocal）
4. ORANGE RIUM（Off Vocal）

#### DVD（初回限定 CD+DVD盤のみ）
1. でんでんぱっしょん Music Clip
2. でんでんぱっしょん Music Clipメイキング映像
3. でんでんぱっしょん Music Clip （Dance shot ver.）

### 収録曲B
1. でんでんぱっしょん
2. 先生！次はバトルの時間です。 [3:46][8]
  - 作詞：利根川貴之、作曲：利根川貴之・坂和也

iPhone向けアプリ「先生!次はバトルの時間です。」テーマソング
でんぱ組.incの数少ない王道アイドル楽曲。「ORANGE RIUM」同様、3rdワンマンツアーで初披露となった楽曲だが、リリース以降のライブでは一度も歌われていない。
ライブではメンバー全員がメガネをかけてパフォーマンスをする。
3. 少女アンドロイドA [4:14][8]
  - 作詞：利根川貴之、作曲：Dr.Usui

iPhone向けアプリ「先生!次はバトルの時間です。」テーマソング
バンドサウンドに機械的なサウンドを多分に取り入れた重厚感のある楽曲。
こちらも3rdワンマンツアーが初出で、リリース後は4thワンマンツアーの日比谷野外音楽堂公演でのみ披露されている。白魔女学園の映像に続いて歌われ、そのままW.W.D IIへと続いた。
4. でんでんぱっしょん（Off Vocal）
5. 先生!次はバトルの時間です。（Off Vocal）
6. 少女アンドロイドA（Off Vocal）

### 収録曲C
1. でんでんぱっしょん
2. でんでんぱっしょん（Remix）
後述参照。
3. でんでんぱっしょん（Off Vocal）

初回限定 相沢梨紗盤
DJ’TEKINA//SOMETHING Remix [5:15]
初回限定 成瀬瑛美盤
玉屋2060% Remix [3:13]
初回限定 藤咲彩音盤
PandaBoY Remix [4:21]
初回限定 古川未鈴盤
Ryu☆ Remix [3:51]
初回限定 最上もが盤
ピエール中野が叩いてみた Remix [4:04]
原曲のドラムのトラックを差し替えミックスしたもの。イントロにオリジナルにはないSEが少しだけ入っている。ライブで使われる音源はこのSEが入ったものとなっている。
初回限定 夢眠ねむ盤
YAKENOHARA REMIX [3:48]

## でんでんぱっしょん/IDOL
2013年10月12日に発売されたBiSとでんぱ組.incのカヴァースプリットシングル「でんでんぱっしょん/IDOL」でBiSが「でんでんぱっしょん」をカヴァーし、でんぱ組.incがBiSの「IDOL」をカヴァー。ライブ会場限定で販売された。

### 収録曲
1. でんでんぱっしょん / BiS
  - 作詞：畑亜貴、Rap Lyrics：もふくちゃん&YGQ、作曲：玉屋2060%、編曲：松隈ケンタ
2. IDOL / でんぱ組.inc
  - 作詞：只野菜摘、作曲：利根川貴之・坂和也、編曲：玉屋2060%